# Ванту (Мозель)
Ванту́ (фр. Vantoux) — коммуна во французском департаменте Мозель региона Лотарингия. Входит в кантон Монтиньи-ле-Мец. 

## География

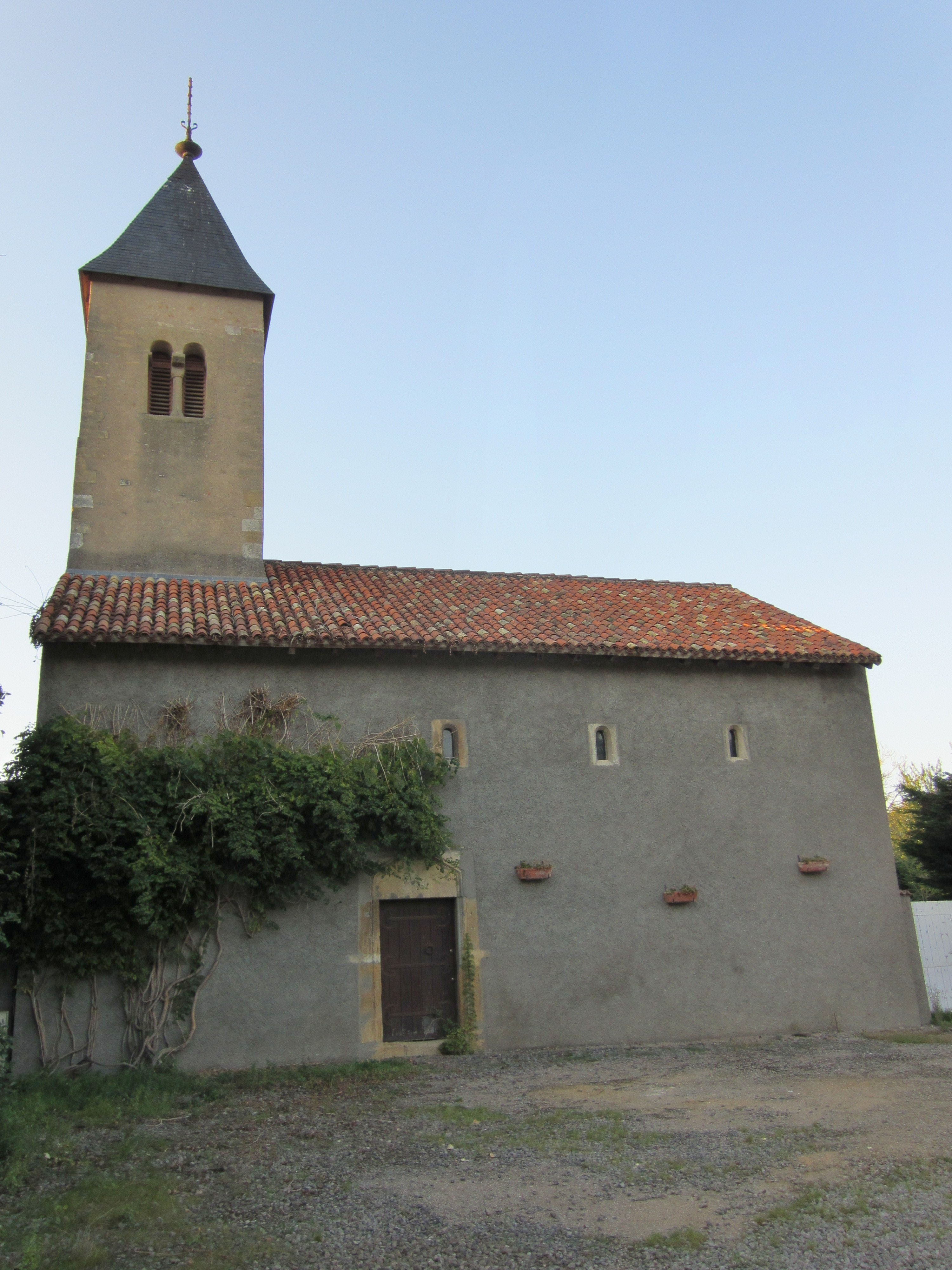
Часовня Сен-Бартелеми.

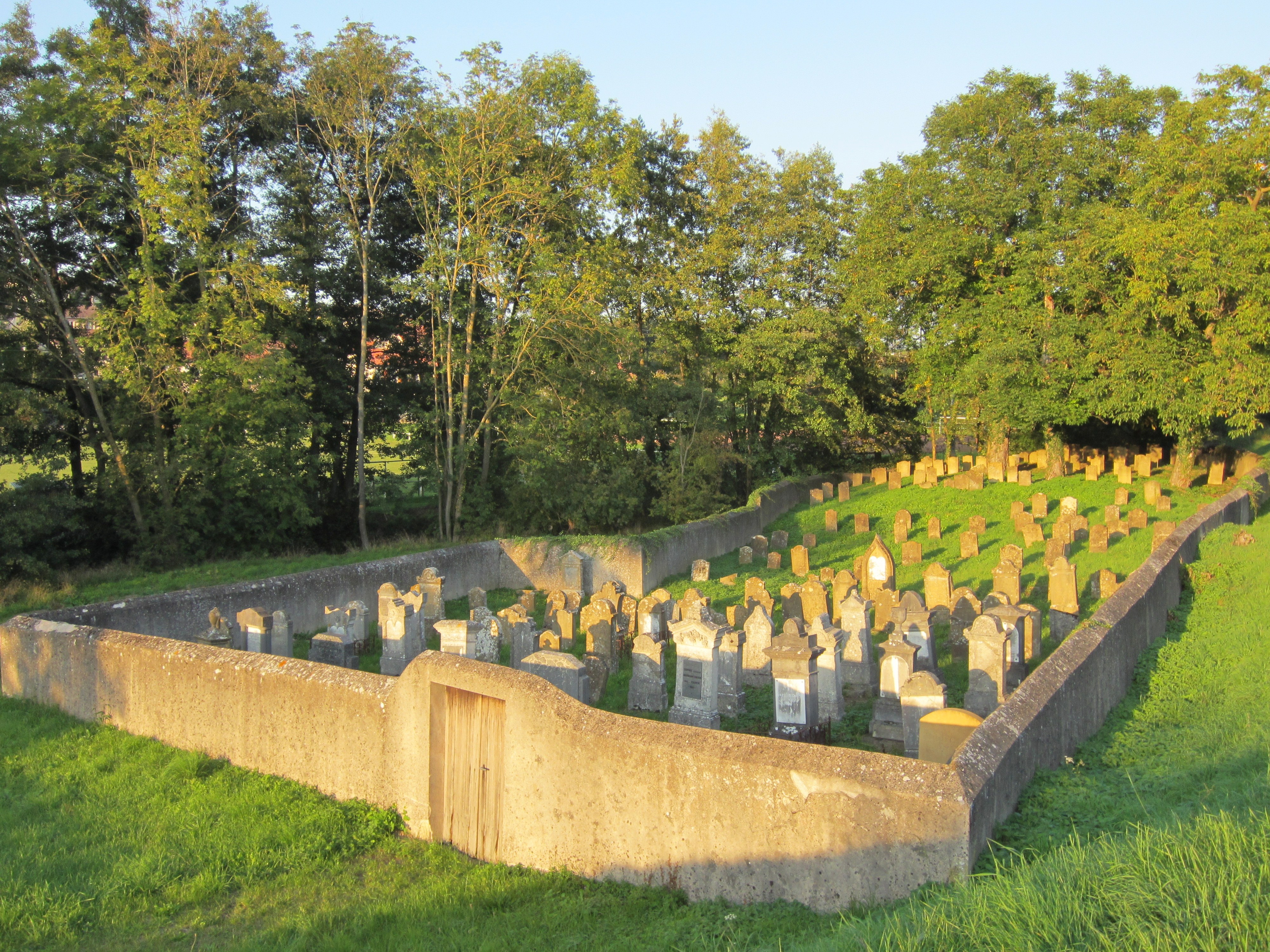
Кладбище израэлитов.

Ванту расположен в 290 км к востоку от Парижа и в 5 км к северу от Меца. Через коммуну протекает река Валльер.

## История
- Владение Сольни мозельских земель.

## Демография
По переписи 2011 года в коммуне проживало 916 человек. 

## Достопримечательности
- Римская дорога.
- Бывший вокзал, бывший виадук через линию Мец-Анзелен.
- Замок XIX века.